# Општина Чокарлија (Јаломица)
Чокарлија (рум. Ciocârlia) општина је у Румунији у округу Јаломица.
Oпштина се налази на надморској висини од 58 m.